# Bugtipithecus
 Bugtipithecus  ist eine ausgestorbene Gattung der Primaten, die vor rund 30 Millionen Jahren im frühen Oligozän im Gebiet des heutigen Pakistan vorkam. Die Gattung wurde erstmals 2005 wissenschaftlich beschrieben. Einzige Art der Gattung ist Bugtipithecus inexpectans.

## Namensgebung
Die Bezeichnung der Gattung ist abgeleitet vom Fundort in den Bugti-Bergen im Zentrum von Pakistan sowie vom griechischen Wort πίθηκος (píthēkos: „Affe“). Das Epitheton der Typusart, inexpectans („unerwartet“), wurde laut Erstbeschreibung gewählt wegen „des unerwarteten Auftretens höherer Primaten im Oligozän Südasiens.“ Bugtipithecus inexpectans bedeutet somit sinngemäß „unerwarteter Affe aus den Bugti-Bergen“.

## Erstbeschreibung
Der Erstbeschreibung von Gattung und Typusart liegt als Holotypus ein rechter Molar M1 aus einem Oberkiefer zugrunde (Sammlungsnummer UMC-DBC 2174). Ergänzend wurden als Paratypen fünf weitere, ebenfalls einzeln geborgene Zähne dem Holotypus zur Seite gestellt: je ein rechter Unterkiefer-M1 und -M3, ein linker Oberkiefer-M2 sowie je ein linker Oberkiefer- und Unterkiefer-Prämolar (P4).
Aufgrund der Größe der Zähne wurde geschlossen, dass die Tiere der Gattung – vergleichbar mit dem heute lebenden Südlichen Riesenmausmaki – vermutlich nur rund 350 Gramm wogen. Als besonderes Merkmal ihrer Zugehörigkeit zur Familie der Amphipithecidae wurden die ausgeprägten Höcker der Zahnkronen und die mäßig bis stark gekerbten Schmelzflächen herausgestellt. Von anderen Gattungen der Familie wurde Bugtipithecus anhand von Merkmalen der Zahnoberflächen unterschieden, jedoch vor allem auch aufgrund seiner geringen Größe: Pondaungia / Siamopithecus wogen ausgewachsen mehr als 6000 Gramm, Myanmarpithecus wog 1000 bis 2000 Gramm.

## Belege
1. ↑   Laurent Marivaux, Pierre-Olivier Antoine, Syed Rafiqul Hassan Baqri et al.: Anthropoid primates from the Oligocene of Pakistan (Bugti Hills): Data on early anthropoid evolution and biogeography. In: PNAS. Band 102, Nr. 24, 2005, S. 8436–8441, doi:10.1073/pnas.0503469102.